# Tipula (Lunatipula) savtschenkoi
Tipula (Lunatipula) savtschenkoi is een tweevleugelige uit de familie langpootmuggen (Tipulidae). De soort komt voor in het Palearctisch gebied.